# Гута-Молчанская
Гута-Молчанская (укр. Гута-Мовчанська) — село на Украине, находится в Жмеринском районе Винницкой области.
Код КОАТУУ — 0521083906. Население по переписи 2001 года составляет 108 человек. Почтовый индекс — 23155. Телефонный код — 4332.
Занимает площадь 0,61 км².

## Адрес местного совета
23155, Винницкая область, Жмеринский р-н, с. Лука-Молчанская, ул. Центральная